# Richard Seeber

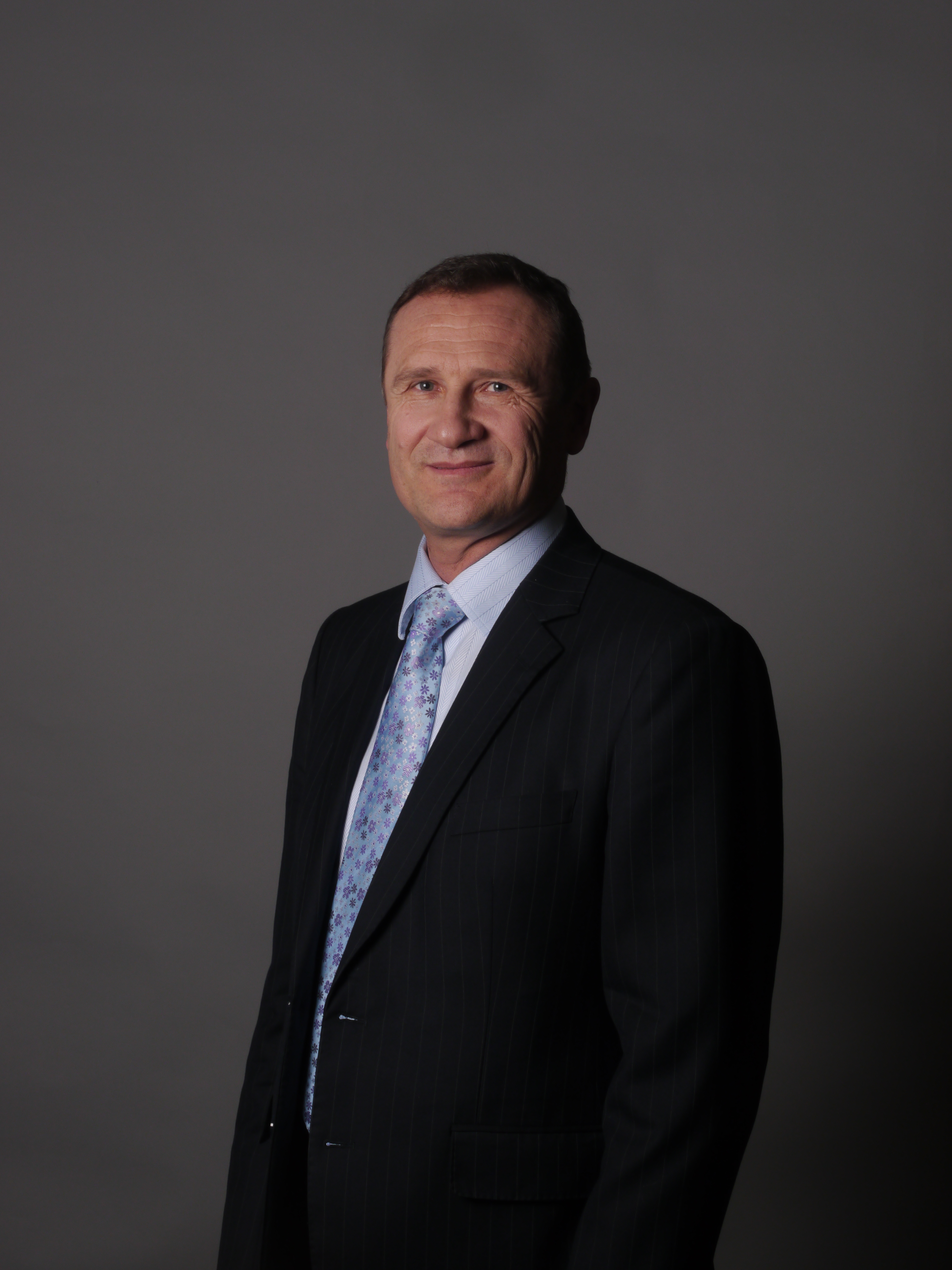

Richard Seeber (Innsbruck/Tirol, 15 de enero de 1962) es un político austriaco del Partido Popular Austriaco (ÖVP) y miembro del Parlamento Europeo. Está casado y tiene cuatro hijos. 

## Biografía
Desde 1972 hasta 1980 Richard Seeber estudió en el colegio en Imst (Tirol) obteniendo su bachillerato en la rama de las ciencias naturales.
En el año 1980 se inscribió en la facultad de derecho en la Universidad de Innsbruck. El 30 de junio de 1984 se licenció en derecho obteniendo el título de Dr. Iur. En el mismo periodo se inscribió en la facultad de ciencias económicas en la Universidad de Innsbruck, licenciándose como Mag. Rer. Soc. Oec. en 1988. Durante sus estudios frecuentó varios cursos de idiomas en la Universidad de Innsbruck, entre los cuales destacan el inglés y el francés.
Entre 1985 y 1989 trabajó como director de cruceros a bordo de naves rumanas y búlgaras que recorrían el Danubio, y como guía turístico en Rumanía y en el litoral del Mar Negro. Desde 1987 hasta los principios de 1988 realizó una práctica legal de 13 meses en la sede del juzgado de primera instancia de Imst y en el tribunal de Innsbruck. En 1990, trabajó como procurador. En 1991 comenzó a trabajar en la Cámara de comercio del Tirol en la sección de turismo. Entre 1992 y 1995 fue elegido primer director del nuevo departamento europeo de la Cámara de Comercio del Tirol. En estos años contribuyó de manera determinante en la construcción del departamento europeo y en la transformación del mismo en el Euro Info Centro de la UE en la Cámara de Comercio del Tirol. En el año 1995 fue nombrado primer director del centro de enlace del Euregio Tirol en la Unión Europea en Bruselas, Bélgica. Además, en 1999 fue elegido presidente del Foro Europeo Democristiano (CDEF), un think tank en Bruselas. Esta posición ocupa todavía.
En las elecciones europeas de junio de 2004 Richard Seeber fue elegido diputado del Parlamento Europeo del Partido popular europeo. En su primer período legislativo ya era miembro de la Comisión de Medio Ambiente, Salud Pública y Seguridad Alimentaria y miembro suplente de la Comisión de Desarrollo Regional. En 2005 actuó por el Partido popular europeo como portavoz sobre las aguas útiles para el baño. En el año de 2007 él trabajó para la Unión Europea como portavoz por las inundaciones así comopara las escasez de agua y sequía en el 2008. Entre 2004 y 2009 era además miembro de la Comisión de Peticiones y de la Delegación en la Comisión Parlamentaria de Cooperación UE-Rusia y de la Delegación a la Asamblea parlamentaria paritaria ACP-UE.
En las elecciones europeas del 7 de junio de 2009 Seeber fue reelecto miembro del Parlamento Europeo. Además directamente a continuación él era elegido por el Partido popular europeo como coordinador del partido para la Comisión del Medio Ambiente, Salud Pública y Seguridad Alimentaria. En el período de legislatura séptimo actual, además, es miembro Desde esta época él ha continuado el trabajo en ambos los comités, en los cuales él estaba asociado desde 2004. Además directamente a continuación él era elegido por el Partido Popular Europeo al coordinador del partido para la Comisión de Medio Ambiente, Salud Pública y Seguridad Alimentaria. En el periodo de legislatura séptimo actual, además, es miembro de la Delegación en la asamblea parlamentaria la Latinoamérica Europea así como en la Delegación para las relaciones con los países de América Central. Adicionalmente actúa como miembro suplemente de la Comisión de Desarrollo Regional y como miembro en la Delegación del comité para la cooperación parlamentaria Rusia de UE. 
El foco de trabajo de Richard Seeber es particularmente el tema del agua. En enero de 2010 él fundó el primer intergrupo de agua del Parlamento Europeo. Este intergrupo, con Richard Seeber como presidente, presenta una plataforma amplia para muchos diputados del Parlamento Europeo, representantes de la comisión europea, como también representantes de economía, protección del medioambiente y política del Desarrollo Regional.
Otras actividades que lo mantienen ocupado son la protección del clima, la calidad del aire y las zonas montañosas.